# Татары в Америке
Татары в Америке (тат. АКШ татарлары) — граждане США татарского происхождения.

## История
Основу татарской диаспоры в США составляют эмигранты из Европы и азиатских стран по окончании Второй Мировой Войны. Однако впервые татары стали заселять Америку в 1917 году во время Октябрьской революции в России. Вторая группа, которая во время Октябрьской революции доехала до Китая, начала приезжать в 1925-1935 годах. После Второй Мировой Войны приезжают соплеменники, которые были в плену в Германии. В 1950 году 50-60 человек из числа всех, кто эмигрировал в Китай, Японию и Турцию, приезжают в Нью-Йорк. В дальнейшем группу составили эмигранты из КНР, бежавшие в 1949 году после китайской революции.

## Организации
В США существуют организации, сплочающие татарский народ.
В 50-х годах была образована организация Ассоциация американских татар в США на базе Татарского общества США. Деятельность Ассоциации американских татар специализируется в культурологическом направлении (после войны и в 1960-1970-е годах здесь оказалось много известных татарских музыкантов, ученых, шахматистов и др.).
На западном побережье США существует Американская турко-татарская ассоциация (АТТА), которая также занимается культурно-просветительской деятельностью. Ее лидерами в разное время были: Фарит Кильки, Оркыя Сафа, Оркыя Мансур, Джюнейт Чапаноглу. После I Всемирного конгресса татар в США по приглашению американских татар выехал ряд молодых предпринимателей из Татарстана.